# Wraysbury
Wraysbury – wieś w Anglii, w hrabstwie ceremonialnym Berkshire, w dystrykcie (unitary authority) Windsor and Maidenhead. Leży 30 km na wschód od centrum miasta Reading i 30 km na zachód od centrum Londynu.